# Cynodontium heteromallum
Cynodontium heteromallum là một loài rêu trong họ Dicranaceae. Loài này được Hedw. Mitt. mô tả khoa học đầu tiên năm 1865.